# Lésignac-Durand
Lésignac-Durand är en kommun i departementet Charente i regionen Nouvelle-Aquitaine i västra Frankrike. Kommunen ligger  i kantonen Montembœuf som ligger i arrondissementet Confolens. År 2022 hade Lésignac-Durand 169 invånare.

## Befolkningsutveckling
Antalet invånare i kommunen Lésignac-Durand
Referens:INSEE